# Hauterive FR
Hauterive (psáno také jako Hauterive FR pro odlišení od jiných stejnojmenných sídel, německy Altenryf) je obec v okrese Sarine v kantonu Fribourg ve Švýcarsku. Žije zde přibližně 2 500 obyvatel.

## Geografie

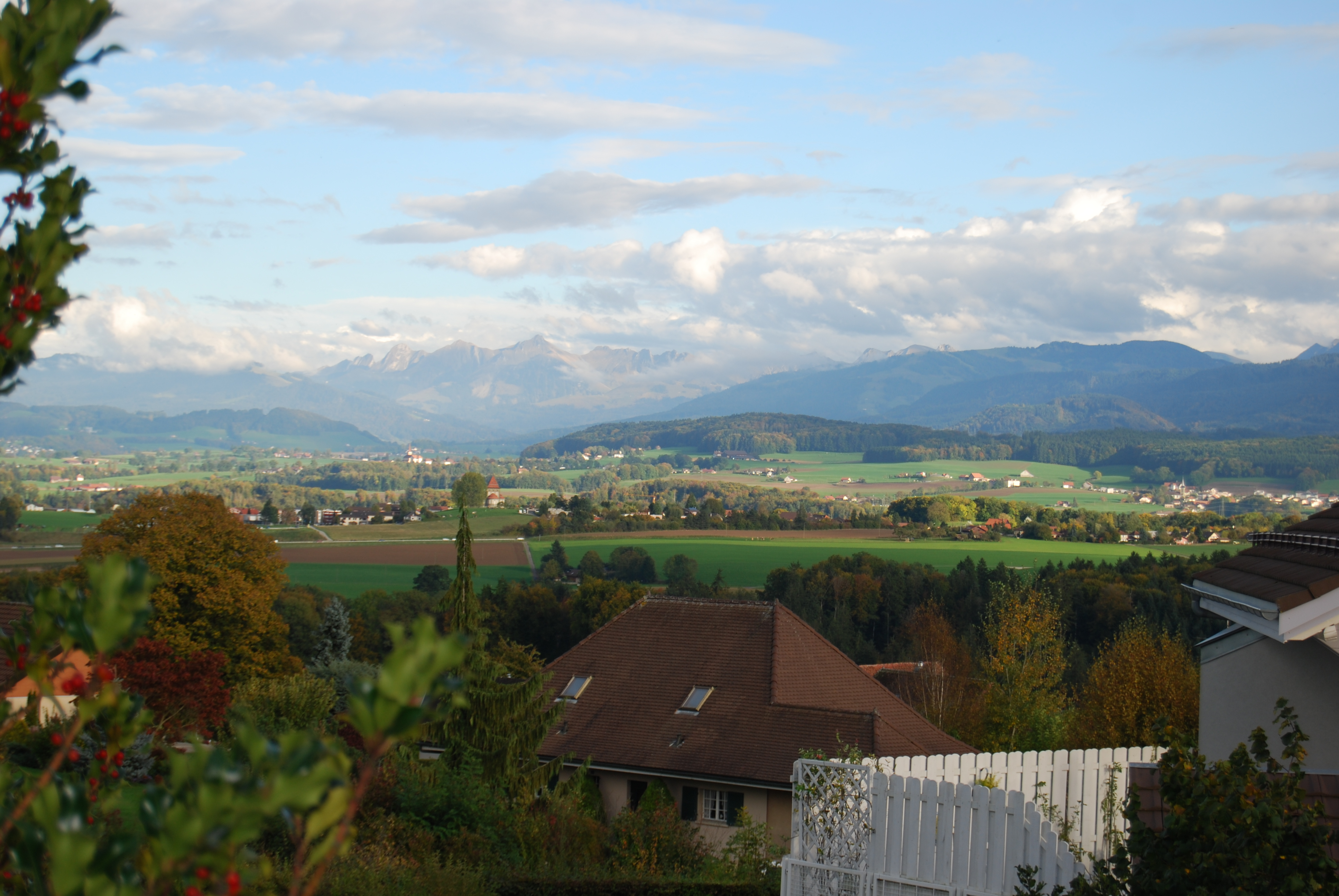
Fribourgská plošina

Hauterive leží v nadmořské výšce přibližně 680 metrů, vzdušnou čarou 8 km jihozápadně od hlavního města kantonu, Fribourgu. Obec se rozkládá na molasové plošině mezi údolími řek Glâne na západě a Sánou na východě, ve Fribourské plošině.
Území obce o rozloze 11,9 km² pokrývá část mírně zvlněné molasové plošiny mezi údolími řek Glâne a Saane. Tyto řeky se během milionů let erozí hluboce zařízly do náhorní plošiny. Zejména řeka Sána má v této oblasti silně meandrující tok. Ploché dno údolí, široké asi 200 až 500 metrů, je převážně zalesněné, jen s několika loukami a pastvinami. Na něj navazuje 40 až 100 metrů vysoký sráz protkaný na dlouhých úsecích pískovcovými skalami, který pokračuje směrem na západ do zvlněné náhorní plošiny.
Hranice obce tvoří na západě a severu dolní tok řeky Glâne a na východě řeka Sána. Oblast mezi nimi zahrnuje od severovýchodu k jihozápadu výšiny Bois de Châtillon (až 620 m n. m.), Bois de Monterban (679 m n. m.), Le Sapex (688 m n. m.) u Posieux a náhorní plošinu Ecuvillens. Na jihozápadě obec zasahuje do rozsáhlého lesa Bois Cornard a dosahuje nejvyššího bodu Hauterive u Grossa Faita ve výšce 722 m n. m. V roce 1997 tvořila 13 % rozlohy obce zastavěná plocha, 30 % lesy a háje, 55 % zemědělská plocha a méně než 2 % neproduktivní půda.
Obec se skládá z místních částí Ecuvillens, Posieux, Grangeneuve, Hauterive, Le Moulin a Le Faubourg. K obci patří také řada samostatně stojících farem. Sousedními obcemi Hauterive jsou Villars-sur-Glâne, Marly, Bois-d’Amont, Gibloux, Cottens, Neyruz a Matran.

## Historie

Historický snímek kláštera Hauterive

Území obce Hauterive bylo osídleno velmi brzy, protože četné skalní výchozy a pískovcové útesy nad řekami Sánou a Glâne byly ideálními místy pro pravěké osídlení. Châtillon-sur-Glâne byl v době halštatské významným obchodním centrem. Známo je také několik nálezů z doby římské.
V 11. a 12. století byla oblast centrem mocenské vlády pánů z Glâne, jejichž hrad lze pravděpodobně lokalizovat na poloostrově La Vuerda nad řekou Glâne. Tito páni krátce před zánikem své dynastie založili v letech 1132–1137 klášter Hauterive a obdarovali jej bohatým pozemkovým majetkem. Tímto způsobem zabránili tomu, aby jejich území připadlo Zähringům ve Fribourgu.
Území dnešní obce Hauterive přešlo v roce 1452 pod vládu Fribourgu a bylo přiřazeno ke Starému venkovu (Neustadtpanner). V období Helvétské republiky obec patřila k okresu Fribourg, než byla v roce 1848 s novou kantonální ústavou začleněna do okresu Sarine.
V rámci slučování obcí, které od roku 2000 podporuje kanton Fribourg, se obyvatelé Ecuvillens a Posieux rozhodli sloučit své obce. Sloučení nabylo právní účinnosti 1. ledna 2001. Jako nový název obce bylo zvoleno Hauterive, které je sjednocujícím prvkem a významným klášterem v regionu.

## Obyvatelstvo

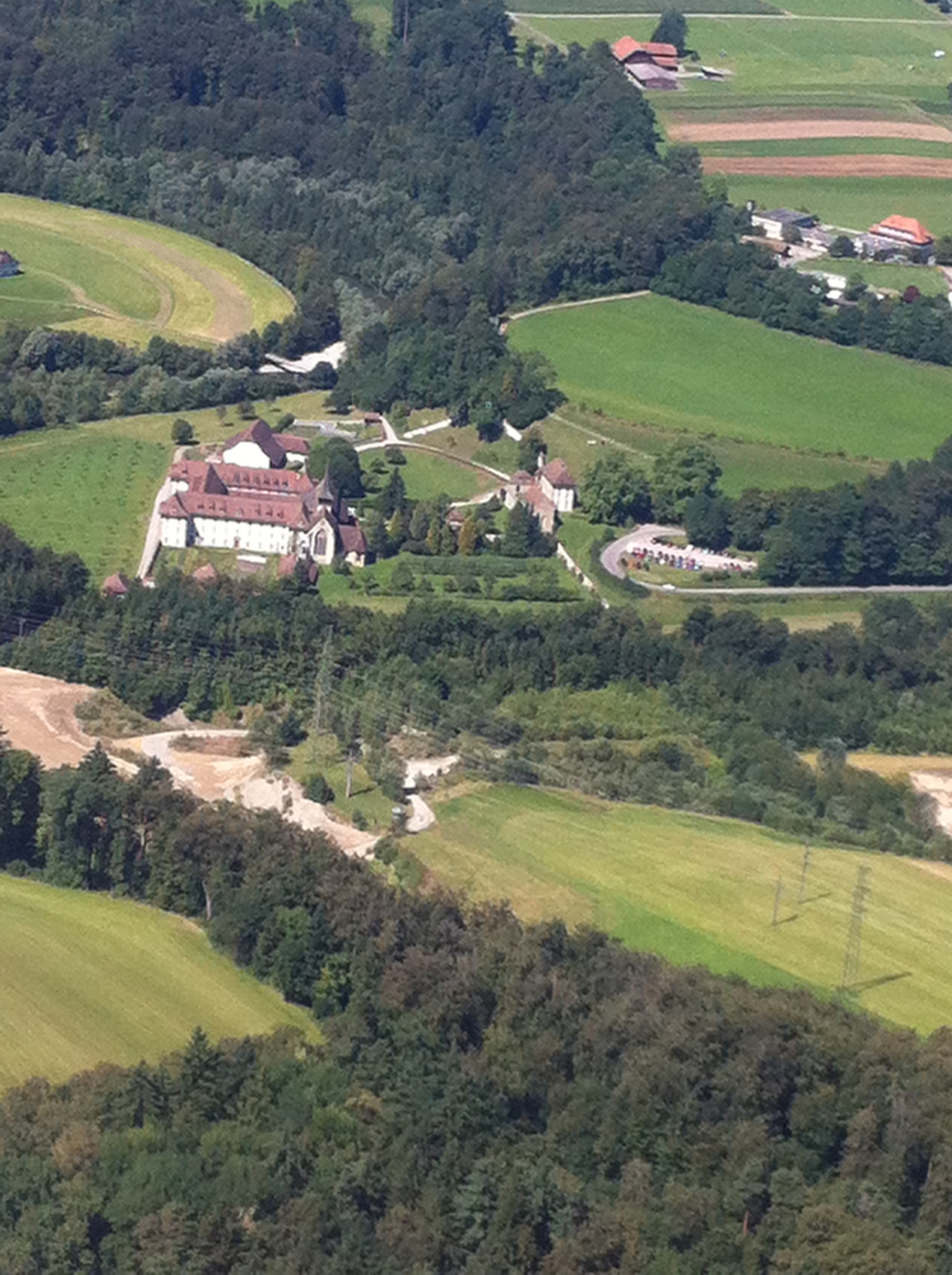
Krajina v okolí obce

Ke konci roku 2021 v Hauterive žilo 2686 obyvatel. Z celkového počtu obyvatel je 86,5 % francouzsky mluvících, 9,8 % německy mluvících a 1,0 % italsky mluvících (stav k roku 2000). V roce 1900 žilo v Hauterive 885 obyvatel; v průběhu 20. století se počet obyvatel pohyboval v rozmezí 950 až 1150 obyvatel. Od roku 1970 (1048 obyvatel) byl zaznamenán výrazný nárůst počtu obyvatel, spojený i s růstem nedalekého města Fribourg.

## Hospodářství
Až do druhé poloviny 20. století bylo Hauterive převážně zemědělskou obcí. Vodní síla řeky Glâne byla kdysi využívána k provozu několika mlýnů. I dnes hraje v profesní struktuře obyvatelstva určitou roli zemědělství, ovocnářství, mlékárenství a chov dobytka. Další pracovní místa jsou k dispozici v místních malých podnicích a ve službách. V Hauterive působí podniky ve stavebnictví, elektrotechnickém odvětví, mechanické dílny a truhlářská dílna. V obci se těží několik štěrkopískoven a lomů (pískovec, tuf).
V místní části Grangeneuve sídlí Zemědělský institut kantonu Fribourg a od roku 1974 Švýcarská federální výzkumná stanice pro živočišnou výrobu, v roce 2004 přejmenovaná na Agroscope Liebefeld-Posieux (ALP). V roce 1949 bylo vybudováno letiště Ecuvillens.
V posledních desetiletích se Hauterive díky své atraktivní poloze rozvinulo v rezidenční obec. Mnoho zaměstnanců proto dojíždí za prací převážně do oblasti Fribourgu.

## Doprava

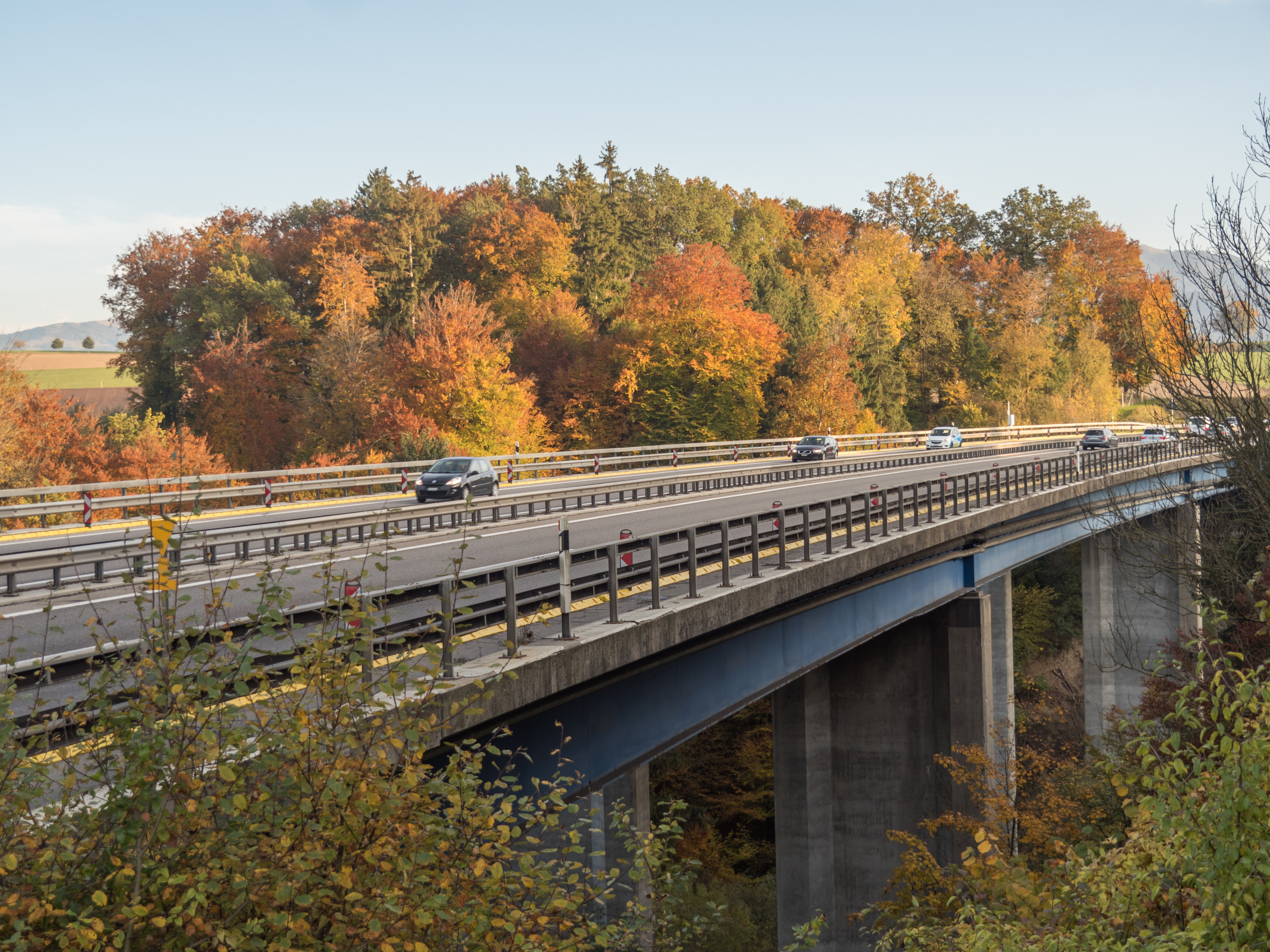
Dálnice A12 u Posieux

Obec má dobré dopravní spojení. Leží na staré hlavní silnici z Fribourgu do Bulle. Nejbližší napojení na dálnici A12 (Bern–Vevey), která obcí prochází a protíná ji, je vzdáleno asi 4 km od centra obce. Od roku 1971 dálnice přicházející od Bernu u Posieux končila, od roku 1981 je v provozu v celé délce.
V letech 1912–1932 bylo Hauterive napojeno na síť veřejné dopravy také trolejbusovou tratí Fribourg–Farvagny, druhou ve Švýcarsku. Později byla nahrazena autobusovou linkou. Dnes jsou Posieux a Ecuvillens napojeny na síť veřejné dopravy autobusovými linkami společnosti Transports publics Fribourgeois, které jezdí z Fribourgu do Bulle a z Fribourgu do Rueyres-Saint-Laurent.